# Яловичий фарш
Яловичий фарш, рублений фарш або м'ясний фарш — це яловичина, дрібно подрібнена за допомогою ножа або м'ясорубки. Його використовують у багатьох рецептах, включаючи гамбургери, соус болоньєзе, м'ясний рулет, фрикадельки та кофту.
Це не те саме, що мінсміт, який є сумішшю подрібнених сухофруктів, дистильованого алкоголю, спецій та історично (але сьогодні зрідка) фаршу/меленого м'яса.

## Склад

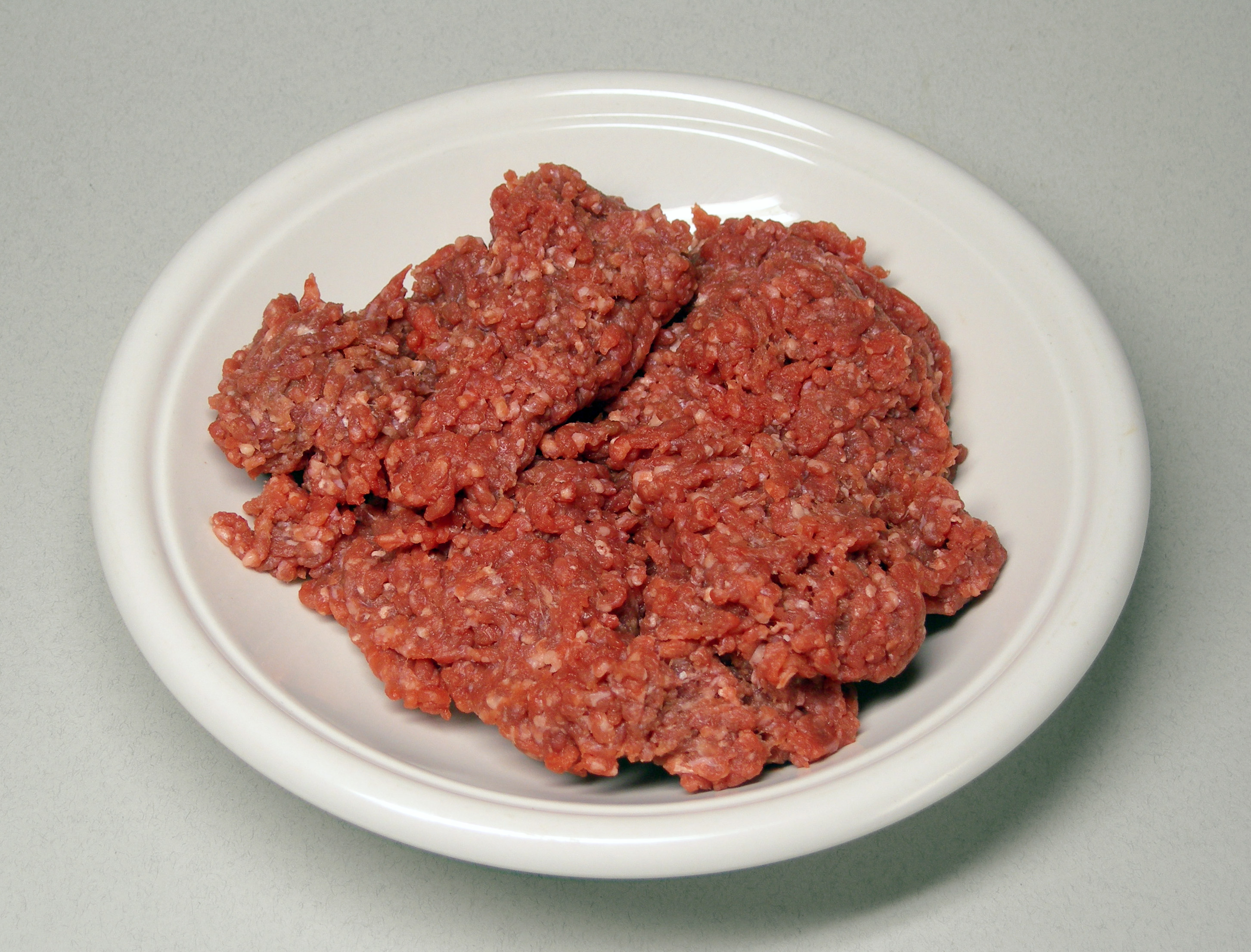
Яловичий фарш

У багатьох країнах харчове законодавство визначає конкретні категорії яловичого фаршу та вміст, який він може містити. Наприклад, у Сполучених Штатах яловичий жир можна додавати до гамбургерів, але не до яловичого фаршу, якщо м'ясо подрібнене та упаковане на заводі, який перевіряє Міністерство сільського господарства США. У США в гамбургерах або яловичому фарші допускається максимум 30 % жиру за вагою. Дозволена кількість у Франції становить від 5 до 20 % (15 % використовується в більшості харчових мереж). У Німеччині звичайний яловичий фарш може містити до 15 % жиру, тоді як спеціальний «татарський» для татарського стейка може містити менш як 5 % жиру. До гамбургерів і яловичого фаршу можна додавати приправи, фосфати, наповнювачі або сполучні речовини, але додавання води не дозволяється. Яловичий фарш часто продається з різним вмістом жиру відповідно до вподобань клієнтів.
Яловичий фарш зазвичай виготовляється з менш ніжних і менш популярних шматків яловичини. Також можна використовувати обрізки ніжних відрізів.
У дослідженні, проведеному в США у 2008 році, вісім брендів гамбургерів швидкого харчування були оцінені на розпізнавані типи тканин за допомогою морфологічних методів, які зазвичай використовуються для оцінки гістологічного стану тканини. Дослідження восьми лабораторних зразків показало, що вміст гамбургерів становив:
- Вода: від 37,7 % до 62,4 % (у сер. 49 %)
- М'язи: від 2,1 % до 14,8 % (у сер. 12,1 %)
- Скелетна тканина: «Кістки та хрящі, які спостерігалися в деяких марках, не очікувалися; їх наявність може бути пов'язана з використанням механічного відділення під час обробки м'яса тварини. Невелика кількість кісток і хрящів могла від'єднатися під час процес відокремлення».
- Сполучна тканина
- Кровоносні судини
- Периферична нервова тканина. Тканина головного мозку не була виявлена в жодному зі зразків.
- Жирова тканина — «кількість ліпідів, що спостерігалася, була значною і спостерігалася як у жировій тканині, так і у вигляді крапель ліпідів. Вміст ліпідів за фарбуванням олійно-червоним О було оцінено як 1+ (помірний) у 6 гамбургерах і 2+ (відзначений) у 2 гамбургери».
- Рослинний матеріал: «ймовірно, додавали як наповнювач, щоб надати гамбургеру об'єм»

### «Рожевий слиз»
Яловичий фарш у Сполучених Штатах може містити продукт на основі м'яса, який використовується як харчова добавка, виготовлений за допомогою технології, відомої як передові системи відновлення м'яса, або альтернативно за допомогою системи слизу. Методи обробки м'яса, які використовують такі компанії, як Beef Products, Inc. (BPI) і Cargill Meat Solutions, виробляють нежирний яловичий продукт із тонкою текстурою, який також називають «рожевим слизом», із жирної яловичини. Потім цей м'ясний продукт обробляють антимікробними засобами для видалення сальмонели та інших патогенів, і його включають у різноманітні продукти з яловичого фаршу у США. З 2001 року Міністерство сільського господарства США (USDA) схвалило продукт для обмеженого споживання людиною. У статті Нью-Йорк таймс 2009 року було поставлено під сумнів безпеку методу обробки яловичини, який використовує BPI. Після схвалення USDA цей продукт став компонентом яловичого фаршу, який використовують McDonald's, Burger King та багато інших мереж швидкого харчування, а також мереж продуктових магазинів у США.
Згідно з урядовими та промисловими записами під час тестування програми шкільних обідів Сполучених Штатів, такі патогени, як кишкова паличка та сальмонела, були виявлені десятки разів у м'ясі з BPI, що викликає сумніви щодо безпеки м'ясного продукту та ефективності антимікробного методу, який використовують у системі переробки м'яса підприємства. У період з 2005 по 2009 рік кишкову паличку виявляли тричі, а сальмонелу — 48 разів. BPI мав рівень 36 позитивних результатів на сальмонелу на 1000 тестів, порівняно з дев'ятьма позитивними результатами на 1000 тестів для інших постачальників програми. Проте програма продовжувала надходити від BPI, оскільки її ціна була значно нижчою, ніж звичайні м'ясні обрізки, що економило близько 1 мільйона доларів на рік для програми. Cargill, один із найбільших виробників гамбургерів у США, є великим покупцем м'ясних продуктів від BPI для своїх котлет, повідомляє Times. Вона призупинила купівлю м'яса з двох заводів, що належать BPI, на кілька місяців у 2006 році після виявлення надмірного рівня сальмонели.

## Нарізки яловичини
Хоча для виробництва яловичого фаршу можна використовувати будь-який шматок яловичини, стейк чак є популярним вибором через його насичений смак і співвідношення м'яса до жиру. Також часто використовують раунд стейк. У Сполучених Штатах яловичий фарш зазвичай класифікують на основі нарізки та відсоткового вмісту жиру:
- чак: 78–84 % нежирності
- круглий: 85–89 % нежирності
- філе: 90–95 % нежирності

## Використання в кулінарії
Яловичий фарш популярний як відносно дешевий і швидкий у приготуванні на відміну вид яловичини. Деякі з найвідоміших його застосувань — це гамбургери, ковбаси та домашні пироги. Це важливий інгредієнт м'ясних рулетів, м'ясних котлет, фрикадельок і тако. З ним можна приготувати соуси до м'яса, наприклад, лазанью і спагеті болоньєзе в італійській кухні. На Близькому Сході з ним готують гостру кюфту і фрикадельки. У шотландському блюді «mince and tatties» його використовують з пюре або відвареною картоплею. У Ланкаширі, особливо в Олдемі, м'ясний фарш є звичайною начинкою для ганчіркового пудингу. Голландський славінк складається з фаршу (половина яловичини, половина свинини), обкачаного в беконі.
Сирий, нежирний, яловичий фарш використовується для приготування стейку тартар, французької страви. Більш дрібно нарізане кубиками та з різними приправами, воно популярне як основна страва та як заправка в Бельгії, де воно відоме як filet américain («американське філе»).

## Безпека продуктів
Харчова безпека м'ясного фаршу проблематична; бактеріальне зараження відбувається часто. Недосмажені гамбургери, заражені E. coli O157:H7, стали причиною чотирьох смертей у США в 1993 році та сотень захворілих людей. Яловичий фарш потрібно смажити до 72 °C (160 °F), щоб гарантувати знищення всіх бактеріальних забруднень — незалежно від того, є вони ендогенними для продукту чи заражені після покупки споживачем. Колір готового м'яса не завжди означає, що яловичина досягла необхідної температури; яловичина може підрум'янитися до 68 °C (155 °F).
Щоб забезпечити безпеку харчових продуктів, що розповсюджуються через Національну програму шкільних обідів, продовольчі банки та інші федеральні програми харчових продуктів і харчування, Міністерство сільського господарства Сполучених Штатів установило вимоги до харчової безпеки та якості для закуповуваного яловичого фаршу. У звіті Національної дослідницької ради 2010 року було розглянуто наукову основу стандартів безпеки яловичого фаршу Департаменту, порівняно стандарти з тими, що застосовуються великими роздрібними та комерційними покупцями яловичого фаршу, а також розглянуто способи встановлення періодичних оцінок Федеральної програми закупівель яловичого фаршу.. У звіті було встановлено, що хоча вимоги безпеки можна було б посилити за допомогою наукових концепцій, запобігання майбутнім спалахам захворювань харчового походження залежатиме від усунення зараження під час виробництва та забезпечення правильного приготування м'яса перед подачею.
Скандал із кониною 2013 року виявив сліди конини в багатьох харчових продуктах і готових стравах Великої Британії та Європи, які були позначені переважно як фарш/яловичий фарш.